# Pa-aat River
Pa-aat River är ett vattendrag i Kanada.   Det ligger i North Coast Regional District och provinsen British Columbia, i den sydvästra delen av landet, 3 900 km väster om huvudstaden Ottawa. Pa-aat River ligger på ön Pitt Island.
I omgivningarna runt Pa-aat River växer i huvudsak barrskog. Trakten runt Pa-aat River är nära nog obefolkad, med mindre än två invånare per kvadratkilometer.